# Арозио (Италия)
Арозио (итал. Arosio) — город в Италии, расположен в регионе Ломбардия, подчинён административному центру Комо (провинция).
Население составляет 4469 человек, плотность населения составляет 2235 чел./км². Занимает площадь 2 км². Почтовый индекс — 22060. Телефонный код — 00031.
Покровителями коммуны почитаются святыеНазарий и Цельсий, праздник города ежегодно празднуется 29 июля, а также святой Амвросий.